# Slag om Arnhem (1813)
De Slag om Arnhem was een aanval die op 30 november 1813 werd uitgevoerd door de Pruisische troepen op het door de Fransen bezette Arnhem. Deze slag was de meest massale en bloedigste confrontatie in Nederland tijdens de winter van 1813-1814. De slag resulteerde in de inname van Arnhem voor de Zesde Coalitie.

## Achtergrond
De stad Arnhem was in 1795 zonder slag of stoot in handen gevallen van de Fransen en in de stad werd na deze verovering zelfs een Vrijheidsboom opgericht. Na de Franse Inlijving van het Koninkrijk Holland in 1810 werd Arnhem de hoofdplaats van het departement Boven-IJssel. Onder koning Lodewijk Napoleon waren ze in Arnhem begonnen met het slopen van de stadsomwalling, maar deze beslissing werd door zijn keizerlijke broer na de machtsovername stopgezet.

## Aanloop
Napoleon leed een grote nederlaag tegen de geallieerden in de Slag bij Leipzig en de overwinnende legers van de Russen, Pruisen en Oostenrijkers zetten vervolgens de achtervolging in op de Franse keizer. Op 22 november 1813 stak de voorhoede van het geallieerde leger onder leiding van Von Oppen de grens naar het huidige Nederland over bij Doetinchem.
De paar honderd Franse soldaten die in Arnhem gelegerd waren kregen op 20 november versterking van zo'n 1500 soldaten. Acht dagen later inspecteerde maarschalk Macdonald de stad en deze beoordeelde de stad als te zwak om zijn om er zijn hoofdmacht te legeren. Hij trok vervolgens door naar Nijmegen en liet nog eens 1500 soldaten in de stad achter. Macdonald stelde generaal Charpentier aan als bevelhebber. In de tussentijd was er een begin gemaakt met het op orde brengen van de vestingwerken en werden er diverse versperringen aangelegd.
Nadat de Pruisen hadden afgerekend met de Fransen in Oost-Gelderland trokken ze via Doesburg de IJssel over. De Pruisische generaal Bülow had de beschikking over zo'n 18.000 tot 20.000 soldaten. Hiervan waren er zo'n negenduizend betrokken bij de aanval op Arnhem. Bülow liet de stad in een halve cirkel omsingelen. Hij concentreerde zijn zware artillerie op de Gulden Bodem.

## Slag

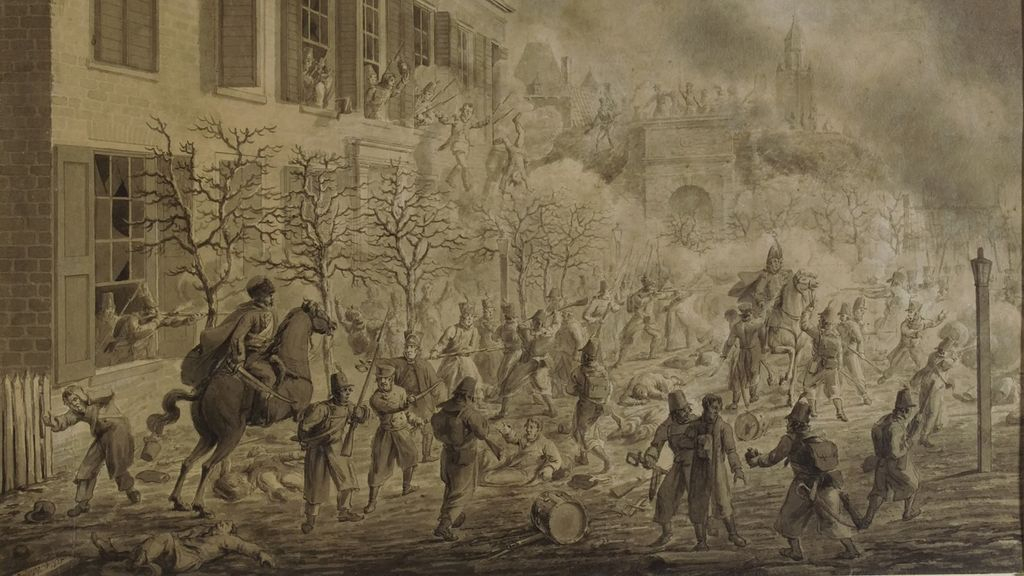
Tekening van de hevige gevechten bij de Rijnpoort, N. Sonnenberg 1815.

Bülow concentreerde zijn hoofdaanval op het retranchement bij de Rijnpoort. In de ochtend van 30 november was het mistig en pas om elf uur 's ochtends kwam het sein voor de aanval en de opmars begon pas een halfuur later. Twee kanonnen begonnen de muren te beschieten en rond 12.30 was een eerste bres in de stadsmuur geslagen. De Pruisen leden hevige verliezen bij hun eerste twee aanvallen op het retranchement en ze kregen pas bij hun derde aanval de overhand waarop ze de Fransen konden terugdringen. Veel Fransen die in de handen van de Pruisen vielen moesten dat met de dood bekopen. Een deel van het Franse leger vluchtte de Schipbrug over. De Pruisen maakten zich inmiddels ook meester over de andere noordelijke poorten van de stad, zoals de Velperpoort, Janspoort en de Sabelspoort.
Nadat de Fransen de stad waren uitgejaagd sloegen de Pruisen aan het plunderen en deze duurden door tot aan de avond. Bij deze plunderingen vielen twee burgerslachtoffers.

## Nasleep
Van het Franse leger dat was gelegerd in Arnhem wisten er maar 400 te ontkomen. De rest was gesneuveld of gevangen genomen. Bij de terugtrekking was aanvankelijk het plan geweest van de Fransen om de Schipbrug in brand te steken, maar door de snelheid van de aanval en het terugtrekken kwamen de Fransen daar niet aan toe. De Pruisen achtervolgden de Fransen bijna tot aan Nijmegen en in deze laatste fase maakten de Pruisen negen kanonnen buit. Aan Pruisische zijde waren circa 700 doden of gewonden gevallen en bij de Fransen sneuvelden zeshonderd en een zelfde aantal raakte gewond.
Op dezelfde dag van de slag om Arnhem arriveerde op het strand van Scheveningen de nieuwe soevereine vorst van Nederland: Willem I. Hij hield na zijn benoeming de lokale bestuurders in Arnhem in het zadel.
Möckern · Lützen · Bautzen · Großbeeren · Katzbach · Dresden · Kulm · Dennewitz · Göhrde · Leipzig · Hanau · Sehested · Delfzijl · Naarden · Woerden · Arnhem · Breda · Hoogstraten · Maastricht · Brienne · La Rothière · Mincio · Zesdaagse Veldtocht: Champaubert, Montmirail, Château-Thierry & Vauchamps  · Mormans · Montereau · Bar-sur-Aube · Craonne · Laon · Reims · Arcis-sur-Aube · La Fère-Champenoise · Saint-Dizier · Montmartre · Slag om Parijs